# Тауер-Гілл

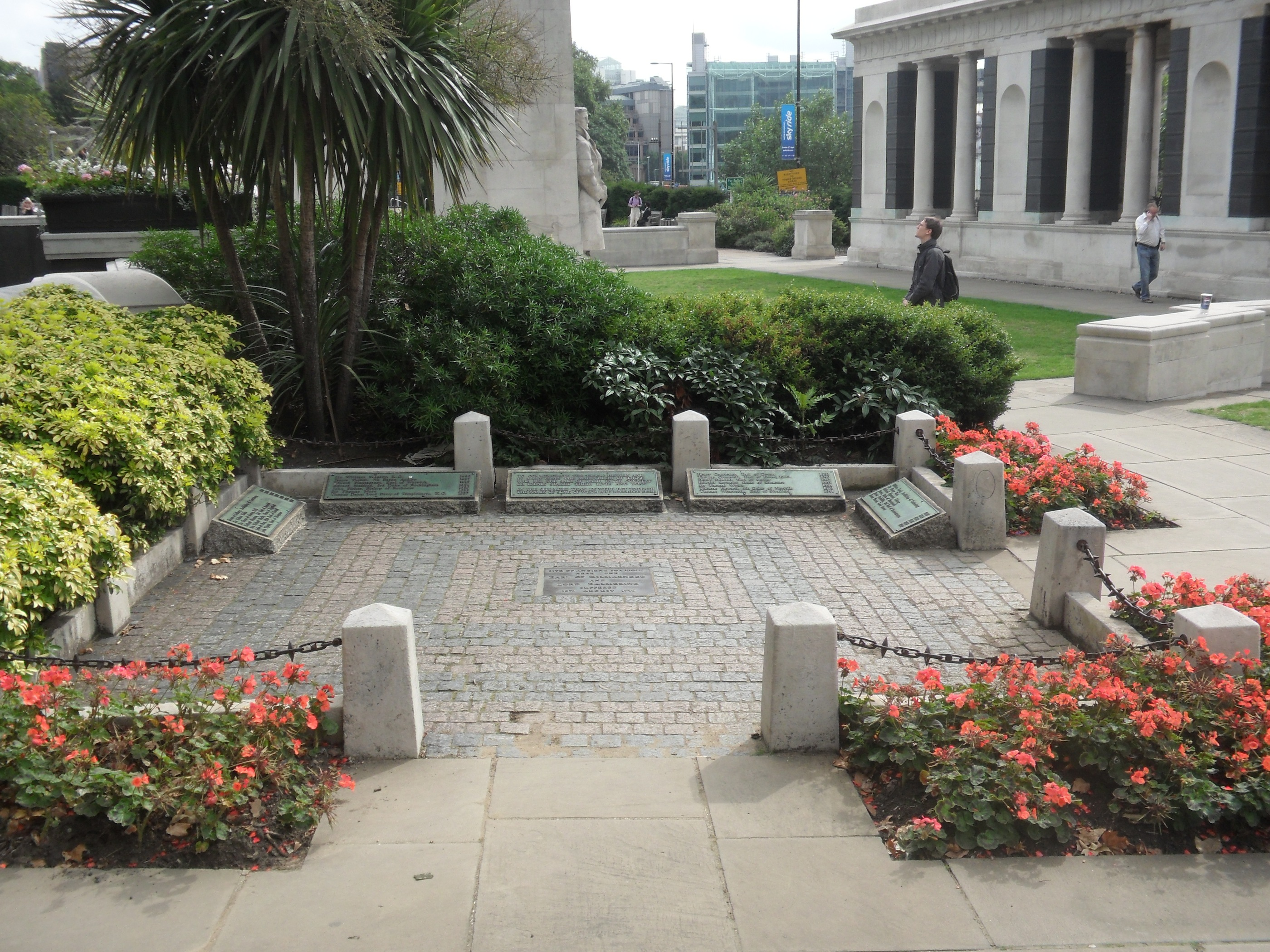
Місце на Тауер-Гілл, де розташовувався ешафот

Тауер-Гілл (англ. Tower Hill) — невелика піднесена місцевість у Лондоні на північний захід від Тауера.
Розкопки показують, що перші поселення на пагорбі виникли у бронзовому столітті. Пізніше там розташовувалося римське поселення, спалене за часів повстання Боудіки.
У Тауер-Гілл розташована станція легкого доклендського метро Тауер Гейтвей і станція лондонського метро Тауер-гілл.

## Місце страти
З середніх віків використовувалося як місце публічної страти. Тут страчені такі люди, як:
- 1381 Симон Садбері — архієпископ Кентерберійський
- 1502 Джеймс Тіррелл — наближений короля Річарда III
- 1521 Едвад Стаффорд, герцог Бекінгем — аристократ і державний діяч при Тюдорах, страчений за звинуваченням у державній зраді
- 1535 Джон Фішер — єпископ Рочестерський, канцлер Кембриджського університету, кардинал
- 1535 Томас Мор — англійський мислитель, письменник, гуманіст, святої Католицької церкви.
- 1537 Томас Дарсі, барон Дарсі — англійський державний діяч і революціонер, страчений за участь у повстанні «Благодатне паломництво»
- 1538 Генрі Куртене, маркіз Ексетер — двоюрідний брат Генріха VIII, страчений за участь у змові з метою повалення короля
- 1539 Ніколас Керью — придворний і фаворит Генріха VIII, страчений як спільник маркіза Ексетера
- 1540 Томас Кромвель — перший радник Генріха VIII у 1532—1540, головний ідеолог Англійської реформації
- 1547 Генрі Говард, граф Суррей — англійський аристократ, один із засновників англійської поезії епохи Відродження
- 1552 Едвард Сеймур, герцог Сомерсет — дядько короля Едуарда VI, в 1547—1549 — регент (лорд-протектор) Англії
- 1554 Гілфорд Дадлі — чоловік леді Джейн Грей, королеви Англії, що правила всього 9 днів
- 1572 Говард, Томас, 4-й герцог Норфолк — англійський державний діяч при дворі королеви Єлизавети I Тюдор
- 1662 Джон Окі — англійський офіцер, царевбивця Карла I
- 1685 Джеймс Скотт, 1-й герцог Монмут — позашлюбний син Карла II